# Raúl Rial
Raúl Antonio Rial Oyenard (Montevideo, 12 de octubre de 1936 – Montevideo, 2001) fue un pintor y grabador uruguayo. Fue miembro fundador de la Asociación de Pintores y Escultores del Uruguay (APEU) y del Mozarteum del Uruguay. Fue docente de la Escuela de Artes y Artesanías Dr. Pedro Figari (UTU) hasta el año 2000.

## Biografía
En 1960 egresó de la Escuela Nacional de Bellas Artes (Montevideo, Uruguay) donde estudió dibujo, pintura y grabado entre los años 1954 y 1957. Prosiguió sus estudios con Jonio Montiel entre 1959 y 1986, destacado alumno del Maestro Joaquín Torres García, y grabado con Anhelo Hernández hasta 1969.
También ejerció la docencia en el taller de pintura de la Escuela de Artes y Artesanías Dr. Pedro Figari de la Universidad del Trabajo del Uruguay. En su taller particular desarrolló la docencia hasta el año 2000.
En 1967 obtuvo el Premio adquisición en el Salón Municipal de Artes Plásticas. En 1984 obtiene un premio en el Club del Lago y en 1991 se hace acreedor al 2.º Premio Centro de Navegación Transatlántica.
Egresó en 1968 de la Facultad de Medicina donde conoció en las guardias del departamento médico de ANCAP a su esposa.
Fue miembro fundador del APEU (Asociación de Pintores y Escritores del Uruguay) y del Mozarteum del Uruguay.
Tiene en su haber numerosas exposiciones individuales y colectivas (1965-2005). Dentro de las exposiciones individuales se pueden citar las realizadas en Santa Catalina (Soriano, Uruguay); Club Ancap (Montevideo, Uruguay); Galería Art (Minas, Uruguay) y en Cochabamba (Bolivia). Dentro de las exposiciones colectivas, se pueden mencionar las realizadas en Montevideo (Uruguay) en Club Ancap, Sindicato Médico, Salón Popular, Feria de Libros y Grabados.
En el interior (Uruguay) se presentó en Minas (Lavalleja), Colonia, Juan Lacaze (Colonia), San José, Rosario (Colonia), Florida y Melo (Cerro Largo). Y en el exterior en Rosario (Argentina), Cochabamba (Bolivia), Embajada del Uruguay en Santiago de Chile (Chile), Croacia (ex Yugoeslavia), Malta y Suiza.
Está representado en los Museos de: Arte Moderno de Santiago de Chile (Chile) y Juan Manuel Blanes en Uruguay; y en Bolivia, España, Argentina, Brasil, Vaticano (Italia), Uruguay, Inglaterra, México, Suiza, Bélgica, Israel, Francia, Alemania, Rusia, USA, Chile y Canadá.

## Obra
Su obra es modernista aunque con características personales. En sus creaciones aparecen temas cotidianos, marítimos, naturalezas muertas y escenas con músicos.

"Nuestras vidas estaban entrelazadas, él tocaba la batería como hobby, mientras yo improvisaba con un par de pinceles. De esa fusión entre dos artes vino lo más original de la obra de Raúl Rial. Fue el único pintor que yo conozco, que se dedicó a retratar el mundo de los músicos. Tal vez alguien pueda decirme que Degas ya lo había hecho, pero la diferencia era que en los cuadros del excelente pintor francés las bailarinas son las protagonistas mientras que los músicos son los personajes de Raúl."
Federico García Vigil, 2002

## Reconocimientos
- Premio adquisición en Salón Municipal de Artes Plásticas, 1967

- Adquisición Galería Latina, 1983.

- Premio en Club del Lago, Punta del Este 1984.

- 2º Premio Centro de Navegación Transatlántica, 1991.